# San Marco (incrociatore)
Il San Marco fu un incrociatore corazzato della Regia Marina che partecipò prima alla guerra italo turca e successivamente, alla prima guerra mondiale. Il San Marco fu la prima unità della Regia Marina a montare le turbine a vapore, costruite su licenza dai Cantieri Ansaldo di Genova.
Nel corso del primo conflitto mondiale venne completamente sostituito l'armamento. Nel 1931 alla Spezia venne convertito in bersaglio mobile radiocomandato controllato dal cacciatorpediniere Audace. In seguito alle vicende armistiziali il 9 settembre 1943 venne catturato dai tedeschi nel porto della Spezia e nello stesso mese venne affondato per prevenirne la cattura da parte degli Alleati.

Il San Marco affondato nel porto di La Spezia